# 科金博大区
科金博大区（西班牙語：IV Región de Coquimbo）是智利从北至南的第5个行政大区。北面与阿塔卡马大区接壤，南面与瓦尔帕莱索大区接壤，东面与阿根廷接壤，西与太平洋接壤，位于国家首都圣地亚哥以北约400公里（250英里）。首府和最大城市是拉塞雷纳（La Serena），其他重要城市包括海港科金博和农业中心奥瓦列。

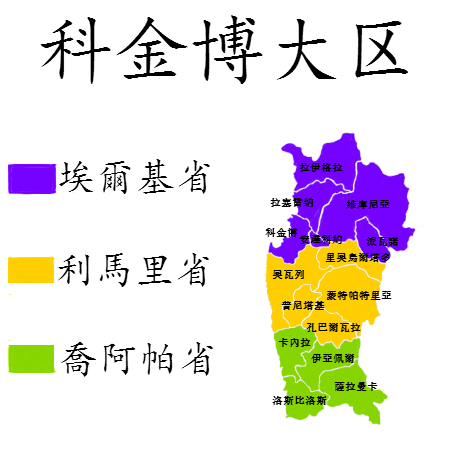
科金博大区地圖